# Egor Titov
Egor Il'ič Titov (in russo Егор Ильич Титов?; Mosca, 29 maggio 1976) è un allenatore di calcio ed ex calciatore russo, di ruolo attaccante.
Per due volte è stato eletto Calciatore russo dell'anno, nel 1998 e nel 2000.

## Caratteristiche tecniche
Agiva come attaccante con attitudini da centrocampista, giocando sovente nello spazio tra i due reparti.

## Carriera
Cresciuto nel settore giovanile dello Spartak Mosca, debuttò in prima squadra nel 1995. Da allora giocò con il club moscovita per tredici anni, contribuendo alla vittoria di sei campionati russi consecutivi e 2 coppe nazionali. Inoltre sfiorò per ben 3 volte la vittoria della Supercoppa di Russia, nel 2004, 2006 e 2007: in tutti e tre i casi furono i rivali del CSKA Mosca a trionfare. Nel 1998 e nel 2002 fu eletto Calciatore russo dell'anno. Nel 2008 passò al Chimki. Nel 2009 giocò con il Lokomotiv Astana prima del ritiro, avvenuto agli inizi del 2010. All'inizio del 2012 disputò alcune partite con l'Arsenal Tula, allenato dall'ex compagno di squadra allo Spartak Dmitrij Aleničev.
Con la nazionale russa conta 41 presenze e 7 reti. Partecipò al campionato del mondo 2002. Nel 2004 venne squalificato per 12 mesi per positività ad uno stimolante dopo la partita di spareggio per il campionato d'Europa 2004 contro il Galles.
Nell'estate del 2015 fu chiamato da Aleničev, nominato tecnico dello Spartak, a ricoprire il ruolo di assistente. Vi rimase sino al 2016.
Dal 2017 al 2019 è stato assistente dell'allenatore dell'Enisej.

## Palmarès

### Club
- Campionato russo: 6

Spartak Mosca: 1996, 1997, 1998, 1999, 2000, 2001
- Coppa di Russia: 2

Spartak Mosca: 1997-1998, 2002-2003

### Individuale
- Calciatore russo dell'anno: 2

1998, 2000